# Periclimenes ischiospinosus
Periclimenes ischiospinosus är en kräftdjursart som beskrevs av Bruce 1991. Periclimenes ischiospinosus ingår i släktet Periclimenes och familjen Palaemonidae. Inga underarter finns listade i Catalogue of Life.